# Kingmaina
Kingmaina is een geslacht van uitgestorven kreeftachtigen uit de klasse van de Ostracoda (mosselkreeftjes).

## Soorten
- Kingmaina ariyalurensis Jain, 1975 †
- Kingmaina brazilensis Neufville, 1973 †
- Kingmaina cristata (Bosquet, 1854) Keij, 1957 †
- Kingmaina decocki (Veen, 1936) Deroo, 1966 †
- Kingmaina forbenina Carbonnel & Oyede, 1991 †
- Kingmaina forbesiana (Bosquet, 1852) Keij, 1957 †
- Kingmaina hagenowi (Bosquet, 1854) Keij, 1957 †
- Kingmaina macroptera (Bosquet, 1854) Keij, 1957 †
- Kingmaina marhensis (Tewari & Tandon, 1960) Jain, 1981 †
- Kingmaina minutoidea (Veen, 1936) Keij, 1957 †
- Kingmaina opima Szczechura, 1965 †
- Kingmaina pergrata Kuznetsova, 1961 †
- Kingmaina sastrii Guha & Shukla, 1974 †
- Kingmaina spongiosa Colin, 1974 †
- Kingmaina tuberculifera (Veen, 1936) Deroo, 1966 †